# Boulevard des assassins
Pour plus de détails, voir Fiche technique et Distribution.
Boulevard des assassins est un film français de Boramy Tioulong sorti en 1982.

## Synopsis
Écrire, encore écrire. Mais Daniel Salmon n'est pas en état d'avoir l'inspiration. Il accepte la proposition de son éditeur, qui lui offre de partir au bord de la Méditerranée. L'appartement d'un autre écrivain est actuellement vide, il aura tout loisir d'en profiter afin de retrouver ses idées. Ainsi, Salmon arrive à Lourciez. Il y ressent aussitôt une impression étrange. Parce qu'il apprend qu'une vieille femme de son immeuble a été assassinée peu de temps auparavant et parce qu'il reçoit un étrange appel téléphonique d'une certaine Régine, appel destiné en fait au propriétaire de son appartement. Alors, se prenant au jeu, Salmon cherche Régine. Sans se douter que sa démarche est immédiatement remarquée d'un certain nombre de personnes de la ville. Dont Charles Vallorba, le maire, qui a autour de lui toute une bande, laquelle est au courant de quelques-unes de ses activités qu'il n'aimerait pas voir révéler. Salmon reste sur la défensive. D'autant qu'il est convaincu des exactions du maire. D'ailleurs Régine a été retrouvée morte. Et le commissaire de police local est en proie à une curieuse inertie. Hélène Mariani, la propriétaire d'un magasin de mode, est alors chargée, par ce groupe, de savoir qui est Salmon et ce qu'il veut. C'est grâce à la mère d'Hélène, sa voisine de palier, et à la fille d'Hélène que Salmon commence à comprendre: la vieille dame de l'immeuble possédait des terrains convoités par le maire pour une opération immobilière. Alors Salmon fait un article pour un journal, ce qui entraîne les réactions de Vallorba que rien n'arrête, pas même le suicide de son fils avec la fille d'Hélène, écœurés par tant d'ignominies. Hélène sait tout mais refuse à Salmon son témoignage. Il ne compte plus alors que sur Francine, la femme de Vallorba. Francine seule peut l'aider. Mais le maire veille. Et Salmon y laissera sa vie.

## Fiche technique
- Réalisation : Boramy Tioulong
- Scénario et dialogues : André-Georges Brunelin
- D'après le roman Une affaire intime de Max Gallo
- Musique : Jacques Loussier
- Directeur de la photo : William Lubtchansky
- Montage : Christiane Lehérissey
- Création des décors : Nicole Liard
- Sociétés de production :  France Régions 3, Les Films de la Drouette, Top n°1 et Union Générale Cinématographique
- Société de distribution :  l'Union Générale Cinématographique (UGC)
- Format : Couleur - Son mono
- Genre : Thriller et drame
- Durée : 105 minutes
- Date de sortie : 31 mars 1982 en France
- Affiche : René Ferracci (France)

## Distribution
- Jean-Louis Trintignant : Daniel Salmon
- Victor Lanoux : Charles Vallorba
- Stéphane Audran : Francine Vallorba
- Marie-France Pisier : Hélène Mariani
- Jean-Pierre Jorris : Lucien Richelmi
- Amélie Gonin : Mathilde
- Francis Lax : Gaspard
- Serge Marquand : Raoul Taffa
- Max Vialle : Jurieux
- Stéphanie Lanoux : Florence
- Jacques Richard : Morel
- Étienne Draber : Rémy Lambert
- Vania Vilers : Gragier
- Michèle Moretti : Catherine Vernier
- Françoise Morhange : Louise Mariani
- Andrée Tainsy : Mme Graveline
- Jean-Roger Milo : Ricco
- Bernard Tixier : Ripois
- Jérôme Zucca : Pierre